# Chaos Walking
Chaos Walking è una serie di romanzi di genere fantascientifico scritti dall'autore Patrick Ness, composta da tre volumi principali più tre racconti brevi (attualmente inediti in italiano).
La storia ha come protagonista il giovane Todd Hewitt, il quale la narra in prima persona, e il cui analfabetismo lo porta ad utilizzare un linguaggio spesso sgrammaticato. Le vicende si svolgono su un pianeta denominato Mondo Nuovo, recentemente colonizzato dagli umani dopo aver condotto una guerra contro gli alieni Spackle, sconfiggendoli. Todd è cresciuto nell'isolata cittadina di Prentisstown, popolata esclusivamente dagli uomini in quanto le donne sono state tutte eliminate da un germe misterioso che permette di ascoltare e visualizzare i pensieri altrui. Quando scopre una sconvolgente verità, e che la sua vita è stata tutta una menzogna, Todd sarà costretto ad attraversare il Mondo Nuovo per cercare delle risposte, e contemporaneamente opporsi agli oscuri piani del sindaco David Prentiss.
Nel secondo romanzo si aggiunge il punto di vista della co-protagonista Viola, mentre nel terzo viene introdotta anche la prospettiva di uno Spackle.

## Trama

### La fuga
La storia ha inizio a Prentisstown, un piccolo insediamento del Mondo Nuovo, un pianeta alieno colonizzato dall'umanità. Il protagonista della vicenda è l'orfano Todd Hewitt, il quale sta per compiere 13 anni (in realtà 14, poiché il calendario del Mondo Nuovo comprende tredici mesi anziché dodici), considerati nella sua società l'età in cui si diventa uomini. Tutte le donne e metà degli uomini sono stati sterminati da un misterioso germe rilasciato dagli Spackle (alieni vissuti originariamente in quella zona), il quale ha inoltre dato origine ad un flusso costante d'immagini e suoni, detto Rumore, attraverso il quale vengono percepiti i pensieri altrui. Un giorno Todd, accompagnato dal cagnolino Manchee, si dirige verso una palude a sud-est di Prentisstown dove, dopo essere stato attaccato dal prete Aaron, nota un'area silenziosa; turbato dalla scoperta, il ragazzo riferisce la cosa a Ben e Cillian, i suoi tutori, i quali decidono immediatamente di portarlo lontano dalla città, rivelandogli di aver progettato la sua fuga da sempre. Ben conduce Todd e Manchee fino al limitare del bosco, consegnando al ragazzo uno zainetto con del cibo, il diario di sua madre e un coltello da caccia. Ben si rifiuta di rivelare a Todd le ragioni del suo allontanamento, tuttavia gli dice che all'interno del diario c'è una mappa che non dovrà consultare fintanto che non sarà uscito dai confini di Prentisstown, ordinandogli infine di tornare alla palude.
Aaron trova nuovamente Todd, ma viene attaccato da un branco di coccodrilli, così il ragazzo ne approfitta per svignarsela e tornare all'area silenziosa di cui scopre l'origine: una ragazza. Quest'ultima si mostra piuttosto diffidente, tanto da non proferire parola, ma Todd la rassicura del fatto che non le farà alcun male. All'improvviso riappare uno sfigurato Aaron, il quale tenta di catturare la ragazza, venendo tuttavia tramortito e quasi ucciso da Todd, il quale però all'ultimo non se la sente. La ragazza mostra a Todd e Manchee l'astronave con la quale aveva viaggiato fino a Mondo Nuovo con i suoi genitori, morti nello schianto. Una volta messosi in viaggio, il gruppo scopre di essere seguito dal sindaco Prentiss e altri uomini, compresi suo figlio Davy e Aaron; i tre riescono a seminarli attraversando un ponte di legno, a cui la ragazza dà fuoco con un accendino. Prima di proseguire il cammino, la ragazza rivela a Todd il suo nome: Viola. Todd, Viola e Manchee vengono trovati da Hildy, un'anziana donna del vicino villaggio di Farbranch, la quale li porta nella sua fattoria. Durante una conversazione Tam, il marito di Hildy, afferma che le donne sono immuni al Rumore (lasciando Todd confuso, convinto che il germe avesse ucciso sua madre), mentre Viola rivela di essere una dei migliaia di coloni diretti a Mondo Nuovo. La notte seguente Farbranch viene attaccata dall'esercito di Prentisstown, che appicca il fuoco e uccide molte persone. Todd, Viola e Manchee si dirigono verso Haven, dove pare che esista una cura per il Rumore e dove sperano di poter contattare il popolo di Viola.
Dopo alcuni giorni, il gruppo viene trovato da Davy, che dopo una colluttazione viene quasi ucciso da Todd, il quale però, come successo con Aaron, non se la sente, decidendo piuttosto di legarlo. Più avanti trovano uno Spackle, il che lascia Todd scioccato, avendo sempre creduto che tutti gli Spackle fossero stati uccisi durante la guerra contro gli uomini; preoccupato di essere attaccato e frustrato dalla sua “vigliaccheria” per non aver ucciso Davy, Todd uccide l'alieno. Viola è sconvolta, ma Todd si giustifica dicendo che è colpa degli Spackle se è iniziata la guerra e sua madre è morta, eppure si pente amaramente quasi subito del gesto commesso, realizzando che ora è diventato un assassino. Aaron riappare e rapisce Viola, non prima di aver ferito Todd, il quale sviene; dopo essere stato trovato e rifocillato da una carovana guidata dal contadino Wilf, già incontrato precedentemente, Todd dà a Manchee un bastone accesso, sperando che il fumo possa distrarre Aaron. Purtroppo il piano non va esattamente come sperato, e Todd è costretto a lasciare Manchee nelle grinfie di Aaron pur di salvare Viola; in un momento di rabbia, Aaron strangola Manchee. Il dolore per la perdita dell'amato cagnolino, unito a quello delle ferite, fa svenire Todd, il quale si risveglia cinque giorni dopo nell'insediamento di Carbonel Downs.
Durante un'uscita, Todd ritrova Ben. I due, con notevoli difficoltà poiché gli uomini di Prentisstown sono sgraditi ovunque, convincono gli abitanti di Carbonel Downs a combattere l'esercito di Prentisstown. All'arrivo di quest'ultimo, il gruppo si dilegua. Dopo aver percorso una distanza di sicurezza, Ben racconta a Todd e Viola la verità: il germe del Rumore non fu un'arma degli Spackle, trattandosi invece di un fenomeno naturale prodotto dal pianeta stesso; ogni comunità tentò di conviverci a modo suo, cosa che gli Spackle non seppero fare, così vennero individuati come capro espiatorio e sterminati grazie alle armi in possesso degli umani. Tuttavia, almeno a Prentisstown, la guerra non terminò così: una parte degli uomini non poteva accettare che le donne sapessero tutto di loro e loro nulla delle donne, le quali vennero uccise in toto, insieme a quella metà degli uomini che tentò di difenderle. Todd chiede a Ben chi fosse Jessica, nome della madre di uno dei contadini di Farbranch, e Ben gli rivela che Jessica Elizabeth era il precedente sindaco della loro città, che prima si chiamava New Elizabeth: aveva organizzato la fuga delle donne, che però venne scoperta con tutte le conseguenze del caso; prima dell'accaduto, la madre di Todd affidò il figlio nelle mani di Ben e Cillian. Quando le voci sulla strage si diffusero, tutti gli uomini di Prentisstown furono dichiarati criminali e impossibilitati a lasciare la città, altrimenti avrebbero subito la pena di morte; il sindaco diffuse un'ordinanza secondo cui chi avesse provato a fuggire sarebbe stato stanato e ucciso da lui stesso. Cillian avrebbe voluto combattere, ma Ben non glielo permise perché avrebbe significato morte certa e Todd non avrebbe avuto protezione, perciò furono obbligati a diventare “complici” loro malgrado; aspettarono il giorno in cui sarebbe divenuto abbastanza grande da badare a se stesso. Il sindaco avrebbe voluto rendere Todd un uomo secondo il suo metro di giudizio; se ci fosse riuscito con l'ultimo ragazzo innocente di Prentisstown, la sua opera sarebbe divenuta completa.
Davy rintraccia Todd e Viola, i quali riescono a sfuggirgli nuovamente; in seguito la ragazza legge a Todd una commovente lettera di sua madre contenuta nel diario. Rifugiatisi in una chiesa abbandonata nei pressi di alcune cascate, Todd e Viola vengono raggiunti ancora una volta da Aaron, il quale fa intendere a Todd che i ragazzi di Prentisstown diventano “uomini” uccidendo un adulto; Aaron vede se stesso come un agnello sacrificale, e provoca continuamente Todd affinché lo uccida per poter diventare un martire. Quando Aaron scaraventa Viola su una panca, Todd si decide a ucciderlo, ma la ragazza lo previene pugnalando Aaron al collo. All'improvviso Viola si accascia, sanguinante: è Davy che li ha nuovamente intercettati, sparandole. Todd fa impigliare Davy nella staffa del suo cavallo, poi porta una Viola gravemente ferita nella vicina Haven.
Una brutta sorpresa attende i due: Haven ha stipulato una resa con Prentisstown senza neppure combattere a causa delle voci sulle dimensioni dell'esercito, e ora è governata da Prentiss, divenuto ormai il presidente di Mondo Nuovo. Non potendo fare altro per permettere a Viola di essere curata, Todd si arrende a Prentiss, del quale scopre con sgomento di non poter percepire il Rumore.

#### Riconoscimenti
- 2008 – Booktrust Teenage Prize
  - Vittoria[2]
- 2008 – Guardian Children's Fiction Prize
  - Vittoria[3]
- 2008 – Premio James Tiptree Jr.
  - Vittoria[4]
- 2009 – Carnegie Medal
  - Candidatura[5]

#### Edizioni italiane
- Patrick Ness, Il buco nel rumore, traduzione di Mari Accardi, Rizzoli, 2008, ISBN 978-88-17025-38-6.
- Patrick Ness, La fuga, traduzione di Giuseppe Iacobaci, Milano, Mondadori, 2015, ISBN 978-88-04649-17-5.

### Il nemico
Todd viene tenuto prigioniero nel palazzo presidenziale (precedentemente cattedrale) di Haven, ora rinominata Nuova Prentisstown. Il presidente continua a schernirlo pretendendo di sapere il nome di Viola, cosa che stupisce Todd in quanto dovrebbe averlo già saputo attraverso il Rumore; inizialmente Todd si rifiuta ma, dopo un estenuante interrogatorio, cede. Il ragazzo incontra l'ex sindaco Ledger, il quale gli conferma l'esistenza della cura per il Rumore: una pianta indigena contenente una sostanza neurochimica naturale, unita ad altri elementi sintetizzati. Purtroppo Prentiss ha confiscato tale cura ad uso esclusivo di sé e dei leader suoi seguaci, oltre ad aver forzatamente separato maschi e femmine e aver imprigionato tutti gli Spackle che vivono in città. Dopo l'arrivo dell'armata, Prentiss tiene un discorso nel quale si dice “deluso” dalla mancanza di una guerra per la conquista della città, affermando che comunque ci saranno delle conseguenze.
Il mattino seguente, Prentiss affida a Todd una giumenta di nome Angharrad e lo manda a lavorare in un campo Spackle, supervisionato da Davy. Nel frattempo, Viola si risveglia in una casa di guarigione sotto la sorveglianza di Maestra Coyle e delle apprendiste Maddy e Corinne, le quali aggiornano Viola su quanto successo nei suoi giorni di degenza; Prentiss fa visita alla ragazza, dicendole che una volta guarita dovrà parlargli dei coloni in arrivo su Mondo Nuovo. Durante una passeggiata, Viola scopre che la cura per il Rumore veniva sperimentata sugli Spackle, e che essa tolse a loro l'unico modo che avevano di comunicare con gli umani. Una volta recuperate energie sufficienti, Viola inizia un apprendistato come guaritrice. Una notte Viola convince Maddy ad accompagnarla di nascosto presso una torre di controllo, ma sfortunatamente vengono trovate dal sergente Hammar, il quale spara mortalmente a Maddy. Il giorno seguente, il presidente promette a Viola che questo gesto non rimarrà impunito, e le chiede di convincere Maestra Coyle a trattare con lui.
Davy ordina a Todd di numerare gli Spackle marchiandoli con delle barre metalliche. Sapendo che, se dovesse rifiutarsi, toccherà a Davy marchiarli, Todd svolge con riluttanza il suo compito, cercando di fare meno male possibile. Tuttavia Davy è irritato dal gesto di Todd, così decide di marchiare uno Spackle sul collo procurandogli un dolore atroce e uccidendolo. Questo innesca una rivolta da parte di tutti gli Spackle presenti, che però viene subito sedata. Davy ordina a Todd di raccontare a suo padre quanto è accaduto, e mentre il ragazzo passa per la piazza, osserva incredulo Viola mentre viene abbracciata da Prentiss. Il presidente racconta a Viola che lui e la sua armata avevano trovato i corpi dei suoi genitori nella palude offrendo loro una degna sepoltura, e che gli farebbe piacere che lei lo considerasse come un padre. Dopo essere stati interrotti da Todd, Viola partecipa al funerale di Maddy, poi parla con Maestra Coyle riguardo al presidente e al suo desiderio di collaborare con lei. Quella notte la stessa Coyle e altre guaritrici scompaiono dopo aver condotto un gruppo di donne fuori da Nuova Prentisstown per formare un movimento noto come l'Assalto (già esistito ai tempi della guerra agli Spackle), al fine di compiere una serie di attentati.
A causa dei bombardamenti, Prentiss rafforza le misure di sicurezza ed istituisce un coprifuoco notturno. Todd riesce ad evadere e trova Viola, alla quale promette di accompagnarla alla torre di comunicazione; purtroppo la loro conversazione viene spiata dal presidente, il quale li rinchiude nuovamente. Tuttavia Viola trova il modo di andarsene e, nell'avvicinarsi alla torre di comunicazione, viene fermata appena in tempo da Maestra Coyle prima che essa venga fulminata. Entrambe entrano in un vano nascosto nel carretto guidato dal contadino Wilf, unitosi all'Assalto, il quale le porta al quartier generale del movimento, ossia una miniera abbandonata (e non vicino all'oceano, stando alle confidenze della Coyle). Un terzo dei ribelli è formato da uomini che vogliono vendicare le loro famiglie, ma Viola ritiene che sia un bene che non si sappia, perché così è più facile farli introdurre sotto mentite spoglie come soldati dell'armata.
Fuori città avviene un bombardamento di proporzioni tali da decimare quasi tutti gli Spackle, eccetto il numero 1017, salvato da Todd. 1017 si mostra ostile verso il ragazzo, rivela di poter usare il Rumore a proprio piacimento e si allontana. Prentiss insegna a Todd una frase («Io sono il cerchio e il cerchio è me») con cui può calmare il Rumore. A seguito di altri attacchi, il coprifuoco e le misure di sicurezza vengono fortemente inasprite; inoltre viene istituita un'unità ministeriale, detta l'Ascolto, che tortura i residenti per ottenere informazioni. Todd, al quale viene affidato l'incarico di marchiare le donne con Davy, rimane profondamente sorpreso dal rapporto di amicizia che ha instaurato con quest'ultimo; parallelamente, Viola scopre che è in programma un attentato che potrebbe colpire Todd, quindi decide di recarsi a Nuova Prentisstown insieme a Wilf e Lee, un altro ribelle, per metterlo in salvo. Benché Viola noti in Todd una personalità più “oscura”, sollecita il ragazzo a partire con loro, avvertendolo dell'attacco imminente. Improvvisamente compare Ledger, rivelatosi un alleato di Prentiss; mentre minaccia il gruppo, prende lo zaino di Viola dove trova un pacco bomba che, gettato troppo tardi, esplode, uccidendo Ledger e ferendo Todd, Viola e Lee. La ragazza comprende che Maestra Coyle l'ha tradita piazzandole una bomba nello zaino, sperando di uccidere il presidente.
Dopo essere stati catturati, Viola viene sottoposta ad un durissimo interrogatorio e Todd, per farlo cessare, afferma che il prossimo attacco dell'Assalto avverrà quella stessa notte da sud. Ivan, cittadino di Farbranch arruolatosi nell'armata, e altre guardie accettano la proposta di Todd di liberare Viola e Lee. Una volta raggiunta la cattedrale, appare il presidente: egli rivela che la cura, conservata fino ad allora nei sotterranei, è stata data interamente alle fiamme dopo la morte degli Spackle insieme al laboratorio, dando poi la colpa dell'accaduto all'Assalto. Poi annuncia di non aver mai assunto la cura, ma di essersi piuttosto servito della frase insegnata anzitempo a Todd («Io sono il cerchio e il cerchio è me»), asserendo che con la giusta disciplina il Rumore può essere manipolato; infatti, poco dopo ne fa uso per sottrarre il fucile a Ivan. Infine, rivela a Todd di aver sempre saputo come stavano realmente le cose, poi gli offre un posto come leader delle armate, che Todd rifiuta. Dopo avergli detto che avrebbe voluto avere lui come figlio, arriva Davy, il quale annuncia che l'Assalto non sta arrivando dalla collina; allora Prentiss punta il fucile su Todd, minacciando di ucciderlo se Viola non parlerà mentre Davy si mostra sinceramente preoccupato per Todd. L'Assalto giunge in città, occupa il Ministero dell'Ascolto e libera i prigionieri. Nel frattempo, da est è in arrivo un'astronave da ricognizione carica di coloni. Il presidente mostra per l'ennesima volta la scarsa considerazione che ha nei confronti di Davy, per poi “ritrattare”. Todd prende il fucile di Davy puntandoglielo contro sperando che questo convinca Prentiss a liberare Viola. Davy è assai sconvolto, ma il presidente preferisce lasciarlo perdere affermando che non se ne fa niente di un figlio come lui, definendolo “un inutile aborto”. Avendo compreso la determinazione di Todd nel salvare Viola, Prentiss accetta di lasciarla andare. Un attimo dopo tuttavia, Prentiss spara a Davy, lasciandolo più confuso e ferito che mai, e rimarca il suo desiderio di avere Todd come figlio. Davy usa il Rumore per mostrare a Todd come sparò a Ben presso Carbonel Downs, una verità che ha preferito non raccontargli prima poiché era diventato il suo unico amico; infine, prima di morire, lo implora di perdonarlo per tutti i suoi sbagli.
Viola colpisce con un sasso la tempia di Prentiss, mentre Todd gli scaglia contro il suo Rumore, facendolo cadere privo di sensi. Viola sale in sella a Trifoglio, il cavallo di Davy, e si dirige verso l'astronave. Una serie di boati preannunciano l'arrivo di un esercito di Spackle in cerca di vendetta per il genocidio dei loro simili. Ripresosi, Prentiss confessa a Todd di essere stato lui a ordinare la morte degli Spackle facendo ricadere la colpa sull'Assalto, sperando che gli altri tornassero per poterli eliminare una volta per tutte, e ringrazia Todd per aver accelerato il piano liberando 1017, il quale lo riconosce come il volto dei torturatori. Con Nuova Prentisstown in preda al caos, Todd decide a malincuore di liberare il presidente affinché conduca l'armata, che dovrà unirsi all'Assalto, contro gli Spackle. Prentiss afferma dunque che si trovano in mezzo a ciò per cui gli uomini sono nati: la guerra.

#### Riconoscimenti
- 2009 – Booktrust Teenage Prize
  - Candidatura[6]
- 2009 – Costa Children's Book Award
  - Vittoria[7]
- 2009 – Teenage Book of the Year Award
  - Candidatura[8]
- 2009 – UKLA Children's Book Award
  - Candidatura[9]
- 2010 – Carnegie Medal
  - Candidatura[10]

#### Edizioni italiane
- Patrick Ness, Il nemico, traduzione di Giuseppe Iacobaci, Milano, Mondadori, 2015, ISBN 978-88-04650-90-4.

### La guerra
Nuova Prentisstown è stretta tra l'esercito dell'Assalto e quello degli Spackle. Il presidente, accompagnato da Todd, raduna la sua armata e passa all'attacco; contemporaneamente Viola si ricongiunge con i piloti Bradley e Simone, insieme ai quali discute con Maestra Coyle, scioccata dall'attacco degli Spackle poiché avevano firmato l'armistizio di 13 anni prima, ma decide di contrattaccare e afferma di voler usare dodici missili e delle piccole bombe per uccidere Prentiss. L'esercito di quest'ultimo vince il primo confronto, riuscendo a respingere gli Spackle nella foresta. Sul ciglio di una collina, 1017 ripensa agli eventi vissuti e a come gli umani, soprannominati la Discordia, creino problemi ovunque vadano; poi torna al campo Spackle, dove viene chiamato il Ritorno in quanto rappresenta sia l'unico sopravvissuto sia una nuova speranza.
In un momento di tregua, Viola si riunisce con Todd e gli consegna un ricevitore per comunicare a distanza, poi minaccia il presidente di disintegrarlo con le armi del ricognitore se dovesse torcere anche solo un capello al ragazzo. Todd propone a Prentiss di firmare un armistizio, ma egli preferisce che il ragazzo raggiunga una posizione di forza per giustificare una tale richiesta da parte degli Spackle. Intanto, nel sonno, il Ritorno pensa a come il suo “bene prezioso” si ribellò per evitare l'imprigionamento a Nuova Prentisstown (un gesto ripagato con la sua stessa vita), alla sua vita da prigioniero e l'ultimo sguardo carico di disprezzo diretto a Todd, chiamato il Coltello. Svegliatosi di soprassalto, si dirige con il capo degli Spackle, chiamato il Cielo, sul ciglio della collina ad osservare la Discordia, iniziando a progettare il prossimo attacco.
All'accampamento dei coloni, Lee informa che gli Spackle stanno bloccando l'approvvigionamento idrico e attaccando il campo del presidente. Poco dopo gli Spackle, usando dardi infuocati, sferrano un'offensiva nella quale hanno la meglio costringendo Prentiss a battere in ritirata. Un missile è pronto al lancio contro l'armata degli Spackle, ma Viola vuole impedirlo perché rischierebbe di colpire Todd, ancora sul campo di battaglia insieme al presidente; tuttavia, quando vede che sta per essere colpito da un dardo infuocato, preme lei stessa il pulsante d'invio. Nel confronto successivo, gli Spackle accerchiano il rimanente esercito di Prentiss, il quale però riesce a spazzarli via con il Rumore. Nell'infermeria del ricognitore, Viola discute con Maestra Coyle riguardo alla possibilità di inviare Todd come spia, ma solo se in cambio le spiegherà come siglò l'armistizio con gli Spackle nella guerra precedente, così da ripeterlo. Nell'attacco successivo, gli Spackle utilizzano dei fucili caricati con l'acido e, sfortunatamente, Lee viene colpito negli occhi diventando cieco; tutti gli altri membri della squadra di caccia muoiono, mentre la cisterna viene distrutta e le acque inondano la città. Prentiss decide di incontrarsi con Maestra Coyle il giorno seguente, mentre in lontananza il ricognitore viene fatto decollare. L'incontro si risolve con un accordo: mostrare agli Spackle che sono uniti, che non cedono e che vogliono la pace. Intanto il Cielo mostra al Ritorno un prigioniero umano, Ben (salvato appena in tempo dalle ferite procurategli da Davy), il quale delirando ha fornito preziose informazioni agli Spackle.
Lee si riprende, scoprendo che nonostante la cecità può “vedere” attraverso il Rumore. Bradley annuncia che Prentiss ha catturato uno Spackle affinché portasse la richiesta di pace, ma è stato sottoposto a torture all'insaputa del presidente stesso. Un altro problema si pone quando Maestra Coyle, furiosa per le minacce di Prentiss, lancia un missile nella roccaforte degli Spackle, i quali rispondono con la richiesta di un'intermediazione sulla cima della collina la mattina seguente, alla quale verranno mandati Viola e Bradley; all'inizio dell'incontro, dai ranghi degli Spackle sbuca il Ritorno che punta una lama contro Viola, fermandosi quando nota la banda metallica sul suo braccio. Gli Spackle vogliono che gli siano consegnati il presidente e i suoi capitani per punirli dei loro crimini, poi offrono a Viola e Bradley di rimanere per la notte. Tuttavia, quella stessa notte gli Spackle infrangono il giuramento e marciano in città per catturare Todd e Prentiss. Il presidente, avendolo già previsto, fa uso delle installazioni di artiglieria e soldati; l'esercito degli Spackle viene sconfitto e il Cielo porge la resa. Il Ritorno, irritato dalla resa e dalla sua pietà nei confronti di Viola, tenta di pugnalare Ben, ma non se la sente; il Cielo, dopo aver osservato la scena, risveglia Ben. Nel frattempo, il presidente annuncia di aver trovato la cura per le bande metalliche, poi si confida con Todd raccontandogli di come la sua presenza l'abbia reso un uomo migliore, come è già successo con Davy, e gli legge la parte finale del diario di sua madre.
Durante il suo discorso, Maestra Coyle compie un attacco suicida facendo scoppiare una bomba legata alla cintola sperando di colpire anche Prentiss; tuttavia, è Simone che viene investita dalle fiamme, poiché Todd salva d'istinto il presidente. Quest'ultimo dice a Todd che, nel momento stesso in cui lo ha salvato, ha definitivamente ribaltato la sua visione del mondo. Pochi istanti dopo, Ben e il Ritorno raggiungono Todd, sopraffatto dalla felicità; il ragazzo vorrebbe andarsene insieme a Ben ma il sindaco, amareggiato dalla sua decisione, prende possesso del ricognitore e rapisce Todd, poi lancia del combustibile sulla collina uccidendo molti Spackle, incluso il Cielo, il quale poco prima di morire passa la propria carica al Ritorno; quest'ultimo apre tutte le dighe, e il muro d'acqua formatosi devasta Nuova Prentisstown. Il Cielo si rende conto di aver trasformato la guerra in una questione personale quando legge la mente di Wilf, un uomo assolutamente incapace di mentire, dalla mente pura. Il Cielo rinuncia alla guerra, ma dice a Ben che vuole comunque uccidere il presidente.
Prentiss atterra su un ex-villaggio di pescatori e confessa a Todd che averlo conosciuto ed essendogli stato accanto l'ha cambiato quel tanto che basta per fargli rendere conto di aver agito in modo malvagio pur credendosi nel giusto; con l'arrivo di Ben e l'intenzione di Todd di andarsene, Prentiss ha intravisto un lampo fugace di bene che non sarebbe mai stato in grado di cogliere da solo, e per questo peccato di consapevolezza uno di loro due dovrà morire. Todd comprende che il presidente è impazzito poiché, a causa dei suoi esperimenti, ora avverte come effetto collaterale ogni singolo Rumore del Mondo Nuovo. Dopo essersi scagliati il Rumore a vicenda, Prentiss mostra a Todd come sarebbe il mondo se vincesse lui: vuoto, poiché ciò che Prentiss è arrivato a desiderare di percepire è il nulla; il tentativo di controllare tutto lo ha infatti portato alla follia. Con l'arrivo di Viola, il Rumore di Todd diventa così forte da mandare al tappeto il presidente e manipolarlo per spingerlo a entrare nell'oceano, affogare e farsi divorare dalle creature marine. Però Prentiss lo ferma, volendo entrarci di sua spontanea volontà: infatti se lo uccidesse diventerebbe come lui, ma se così non fosse diventerebbe più simile a Ben il quale, nel tempo passato con gli Spackle, è entrato in comunione con il Rumore del Mondo Nuovo. Come dono d'addio a Viola, il presidente le rivela che la cura per le bande metalliche si trova all'interno del ricognitore, poi assicura ai ragazzi che saranno loro due a plasmare il mondo a venire. Infine, nonostante Viola cerchi di impedirglielo, si inoltra nell'oceano dove viene divorato da un'enorme creatura.

Intanto il Cielo arriva alla spiaggia intento a uccidere il presidente, colpendo però Todd, il quale indossa una divisa identica alla sua. Furiosa, Viola vorrebbe uccidere il Cielo, ma Ben le spiega che ciò porterebbe ad una catena senza fine di guerre e sofferenza; rinuncia comprendendo che il prezzo è troppo alto, ripensando a rimorsi simili patiti da Todd quando uccise uno Spackle e da lei stessa quando pugnalò Aaron. Ben avverte il debole Rumore di Todd, caduto in coma, che viene immediatamente sottoposto alle cure dagli Spackle. Nelle settimane successive, i coloni giungono a Mondo Nuovo e la cura suggerita da Prentiss consente la perfetta rimozione delle bande metalliche. Nell'attesa che Todd si risvegli (come accadrà qualche tempo dopo, come accennato al termine del racconto breve Snowscape), Viola gli legge numerose volte il diario di sua madre, mentre la mente del ragazzo ripercorre ricordi sia suoi che altri provenienti da tutto il Mondo Nuovo; avvertendo la voce di Viola, Todd spera che la ragazza continui a chiamarlo: 

#### Riconoscimenti
- 2011 – Carnegie Medal
  - Vittoria[11]
- 2011 – Premio Arthur C. Clarke
  - Candidatura[12]

#### Edizioni italiane
- Patrick Ness, La guerra, traduzione di Giuseppe Iacobaci, Milano, Mondadori, 2016, ISBN 978-88-04660-94-1.

## Racconti brevi

### The New World
Antefatto ambientato pochi giorni prima de La fuga. Viola viaggia con i suoi genitori verso Mondo Nuovo, e sono i primi tra gli abitanti della loro astronave a vedere il pianeta con i propri occhi. Se i suoi genitori si mostrano incuriositi e speranzosi verso Mondo Nuovo, Viola appare molto meno entusiasta, preferendo la vita sull'astronave, verso cui indirizza i propri ricordi. All'approssimarsi dell'atterraggio, i collettori subiscono un guasto e a nulla valgono i tentativi di porvi rimedio: l'astronave si schianta al suolo. Viola sopravvive all'impatto, mentre suo padre muore sul colpo e sua madre fa appena in tempo a dirle quanto l'ama e di aver cura di se stessa fino all'arrivo degli altri coloni. Rimasta sola di notte nella palude, Viola rinviene tra le macerie un pacchetto regalo ricevuto da Bradley, uno dei suoi compagni di viaggio, che si rivela essere un accendino grazie al quale crea un falò. Quando viene l'alba, Viola si interroga su quale sarà il suo prossimo passo.

### The Wide, Wide Sea
Secondo antefatto ambientato circa 13 anni prima de La fuga. Le tensioni tra umani e Spackle sono sempre più palpabili, e sono in molti a scegliere Haven come meta per una vita migliore. Declan è un pescatore sedicenne del villaggio Horizon che non ha intenzione di partire, dato che ha intrapreso una storia d'amore con una Spackle, Ti. Tale relazione è però mal vista e considerata innaturale da chiunque, umani o Spackle che siano. Ti avverte Declan riguardo a un'imminente guerra tra i loro popoli, proponendogli di attraversare il mare in cerca di un luogo sicuro, adatto a loro due. La guaritrice Maestra Coyle visita Declan nella sua casa sulla spiaggia, chiedendogli di parlare in privato; una volta saliti su una collina, Coyle gli spiega che la sua non è la prima relazione umano-Spackle, avvertendolo sui pericoli che correrebbe se dovesse rimanere, poi gli dà una brutta notizia: il gruppo partito quella mattina per Haven, che comprendeva sua madre, è stato sterminato dagli Spackle. Dato che le cose sono destinate solo a peggiorare, Coyle implora Declan di partire l'alba seguente con gli ultimi abitanti. All'improvviso, Declan si accorge che la casa sulla spiaggia è in fiamme: un gruppo di persone le ha appiccato il fuoco e all'interno, in attesa del ritorno di Declan, è rimasta Ti. Dopo aver ricevuto un pugno in faccia, Declan viene soccorso da Maestra Coyle, la quale gli confessa che sapeva della “spedizione punitiva” e quindi, sapendo che Declan non avrebbe mai lasciato Ti da sola, è stata costretta ad allontanarlo per salvare almeno uno dei due; l'intenzione dei criminali era di impiccarlo, ma Coyle li dissuase, così si “accontentarono” di bruciare la casa. Furioso, Declan accusa Coyle di essere un'assassina pur credendosi un'eroina, ma lei ribatte che a volte è necessario fare scelte difficili per la giusta causa. Declan le augura di essere presente il giorno in cui tutte le sue certezze crolleranno.
La mattina seguente, Declan scopre con gioia che Ti è viva. Lei gli racconta di come Coyle le consegnò due ricevitori, uno da tenere dentro casa e uno da portare fuori con sé per trasmettere le sue grida durante l'incendio, facendo credere di stare morendo. Declan comprende che, se avesse saputo del piano, a causa del Rumore sarebbe stato tutto inutile perciò, per fare in modo che tutto andasse come previsto, Coyle fu costretta a non farne parola con lui. Ti si mostra addolorata per la morte della madre di Declan, e gli racconta della sofferenza provata a causa dei suoi simili che le hanno voltato le spalle, disgustati dalla sua relazione con un umano, poiché tutti gli umani sono considerati da loro degli assassini. Entrambi soffrono, ma almeno sono insieme. Salgono su una piccola barca e si dirigono verso l'orizzonte per raggiungere l'altro lato dell'oceano, navigando insieme attraverso il vasto mare.

### Snowscape
Seguito ambientato dopo La guerra. Lee e Wilf, insieme ad un gruppo di altri otto esploratori, si addentrano oltre la frontiera settentrionale di Mondo Nuovo, dove impera una bufera di neve: lo scopo della missione è rintracciare una misteriosa e feroce creatura in agguato tra le distese artiche. Durante la traversata metà dell'equipaggio viene ucciso dal mostro. Il gruppo viene condotto da degli Spackle in un campo sotterraneo abitato da molti altri alieni che accolgono calorosamente gli esploratori, i quali chiedono delucidazioni riguardo al mostro. Apprendono quindi che lo “snowscape” è uno spauracchio che fiuta la preda seguendo i Rumori più intensi; nel tempo gli Spackle impararono a nascondere sia la loro presenza fisica, abitando sottoterra, che il Rumore controllando le proprie emozioni, perciò senza mai sentire il bisogno di neutralizzare il mostro.  Questo lascia perplesso l'esploratore Collier, dato che tre delle quattro vittime erano donne, e quindi immuni al Rumore. In privato, il gruppo discute sulla possibilità che il racconto degli Spackle sia una menzogna per nascondere qualcosa di più grande. Il mattino seguente si preparano per tornare al ricognitore, e Collier rifiuta sdegnosamente l'accompagnamento di uno Spackle; quando il tempo peggiora rapidamente e un ruggito echeggia dalla foresta, lo Spackle decide, per non mettere a rischio la vita del suo clan, di chiudere il gruppo fuori dalla caverna. La strada per raggiungere il ricognitore è rischiosa in quanto il mostro potrebbe facilmente mettersi in mezzo, ma è l'unico percorso possibile. Durante la corsa, il mostro si palesa all'equipaggio, lasciandolo di stucco: più che una creatura “mitologica”, si tratta di quello che un tempo doveva essere uno Spackle, alto quasi cinque metri e dalla pelle nodosa e livida. Il Rumore del mostro brucia di paura, rabbia e dolore, e Wilf afferma che è un capro espiatorio. L'equipaggio allora comprende che il clan di Spackle aveva sì acquisito pace, armonia e serenità, ma al costo di depositare ogni emozione negativa dentro uno Spackle, deformandone il corpo e costringendolo a questo “nutrimento”; eppure, il mostro non comprende la ragione della sua disperazione e tenta di compiere un'altra carneficina, riuscendo ad uccidere un altro esploratore, ma viene disintegrato da un missile. Il gruppo riesce ad allontanarsi col ricognitore poco prima di venire colpito dai fucili carichi di acidi degli Spackle, ai quali sono state “restituite” le emozioni negative.
Tornati a casa, Lee e Wilf riabbracciano Viola, la quale li informa che Todd si è finalmente risvegliato.

## Adattamento cinematografico
Nell'ottobre 2011 la Lionsgate acquisì i diritti per la trasposizione cinematografica della trilogia. Il film tratto dal primo volume, Chaos Walking, interpretato da Tom Holland e Daisy Ridley, avrebbe dovuto essere distribuito il 1º marzo 2019, ma in seguito ad alcune riprese aggiuntive la data di distribuzione è stata rimandata al 22 gennaio 2021.